# 4496 Kamimachi
4496 Kamimachi è un asteroide della fascia principale. Scoperto nel 1988, presenta un'orbita caratterizzata da un semiasse maggiore pari a 2,8123211 UA e da un'eccentricità di 0,0587897, inclinata di 4,79399° rispetto all'eclittica.